# Montesano sulla Marcellana

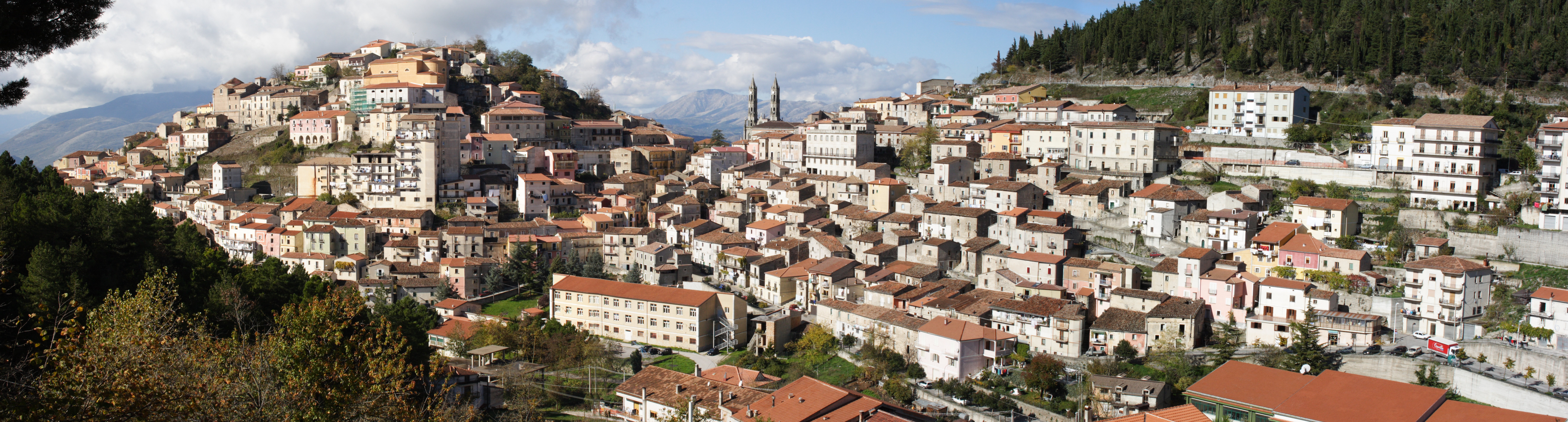
Montesano sulla Marcellana

Montesano sulla Marcellana ist eine italienische Gemeinde mit 6240 Einwohnern (Stand 31. Dezember 2023) in der Provinz Salerno in der Region Kampanien und Teil der Comunità Montana Vallo di Diano.

## Geografie
Die Nachbargemeinden sind  Buonabitacolo, Casalbuono, Grumento Nova (PZ), Lagonegro (PZ), Moliterno (PZ), Padula, Sanza und Tramutola (PZ). Die Ortsteile sind Arenabianca, Cessuta, Magorno, Montesano Scalo, Prato Comune und Tardiano.